# Ptýrov
Ptýrov település Csehországban, a Mladá Boleslav-i járásban. Ptýrov Nová Ves u Bakova, Bakov nad Jizerou, Mnichovo Hradiště, Klášter Hradiště nad Jizerou és Bílá Hlína településekkel határos. Lakosainak száma 334 fő (2024. január 1.).

## Népesség
A település lakosságának változását az alábbi diagram mutatja:
| Lakosok száma | 405  | 351  | 368  | 259  | 200  | 221  | 282  | 300  | 285  | 334  |
|               | 1869 | 1900 | 1921 | 1961 | 1980 | 2011 | 2016 | 2019 | 2021 | 2024 |